# Heinrich Retschury
Heinrich Retschury (Vienna, 5 gennaio 1887 – 15 dicembre 1944) è stato un calciatore austriaco, di ruolo difensore.

## Carriera

### Nazionale
Ha collezionato 6 presenze con la propria Nazionale.